# Luna (thema)
Luna is de codenaam voor het standaardthema van Windows XP.
Officieel staat het thema bekend als Windows XP stijl, en het is beschikbaar in drie kleuren: Standaard (blauw), Olijfgroen en Zilver. Het thema wordt altijd weergegeven als de gebruiker de computer voor het eerst opstart.
Het nieuwe thema is, in vergelijking met de thema's van Windows 2000 en oudere versies, veel vriendelijker voor het oog, met onder meer afgeronde vensters. Het klassieke thema, Windows klassiek, is ook beschikbaar op Windows XP, maar de gebruiker moet het wel eerst veranderen.
MySpace gebruikt veelal dezelfde kleuren als die in het Luna-thema.